# Couvent des Récollets de Ciboure
Pour les articles homonymes, voir Couvent des Récollets.
Le couvent des Récollets est un ancien couvent situé sur la presqu'île des Récollets à Ciboure dans les Pyrénées-Atlantiques. Il donne directement sur le port de Ciboure, d'un côté, et de l'autre sur le port de Saint-Jean-de-Luz.

## Histoire

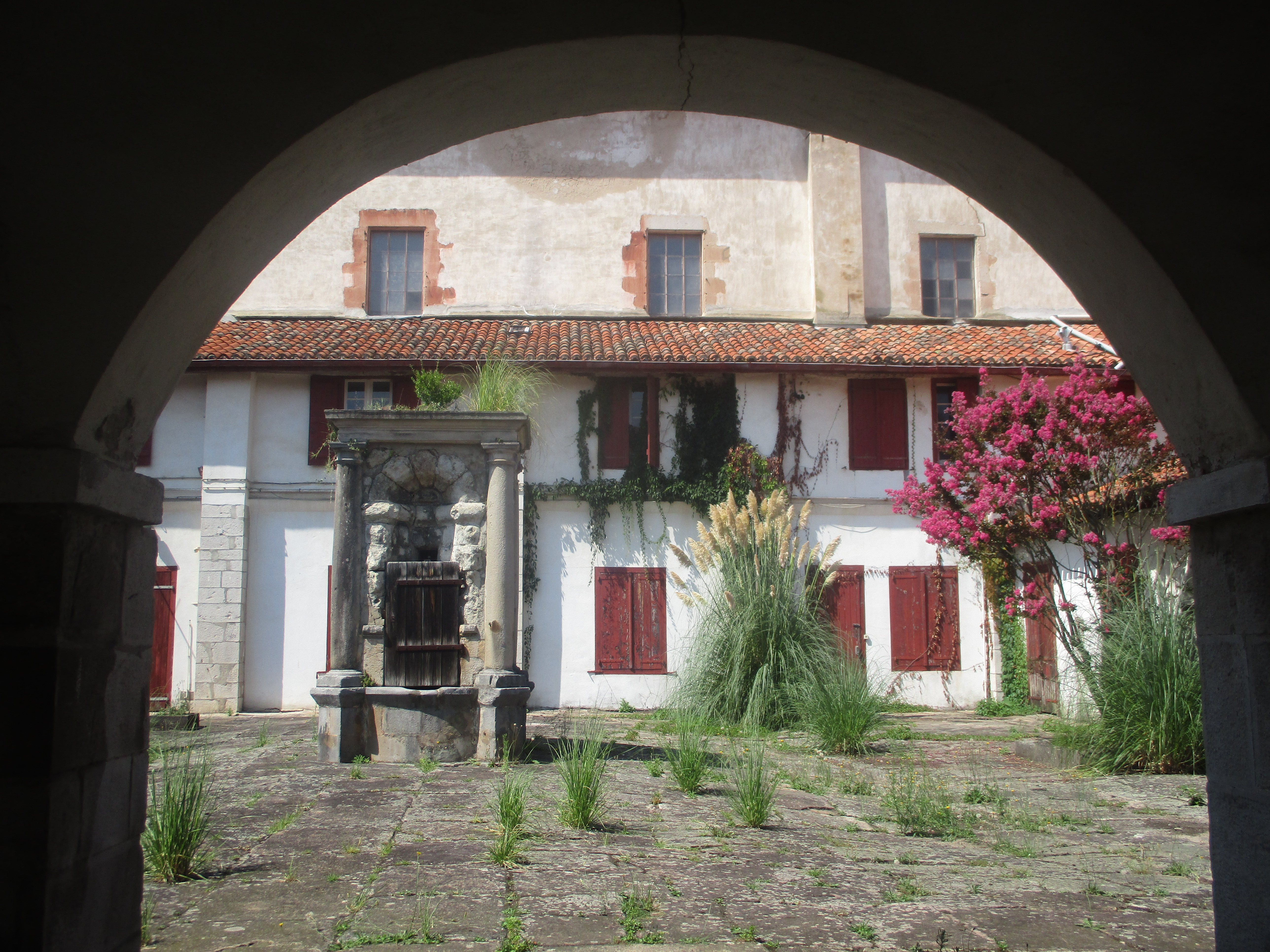
Détail du cloître avec le puits-citerne.

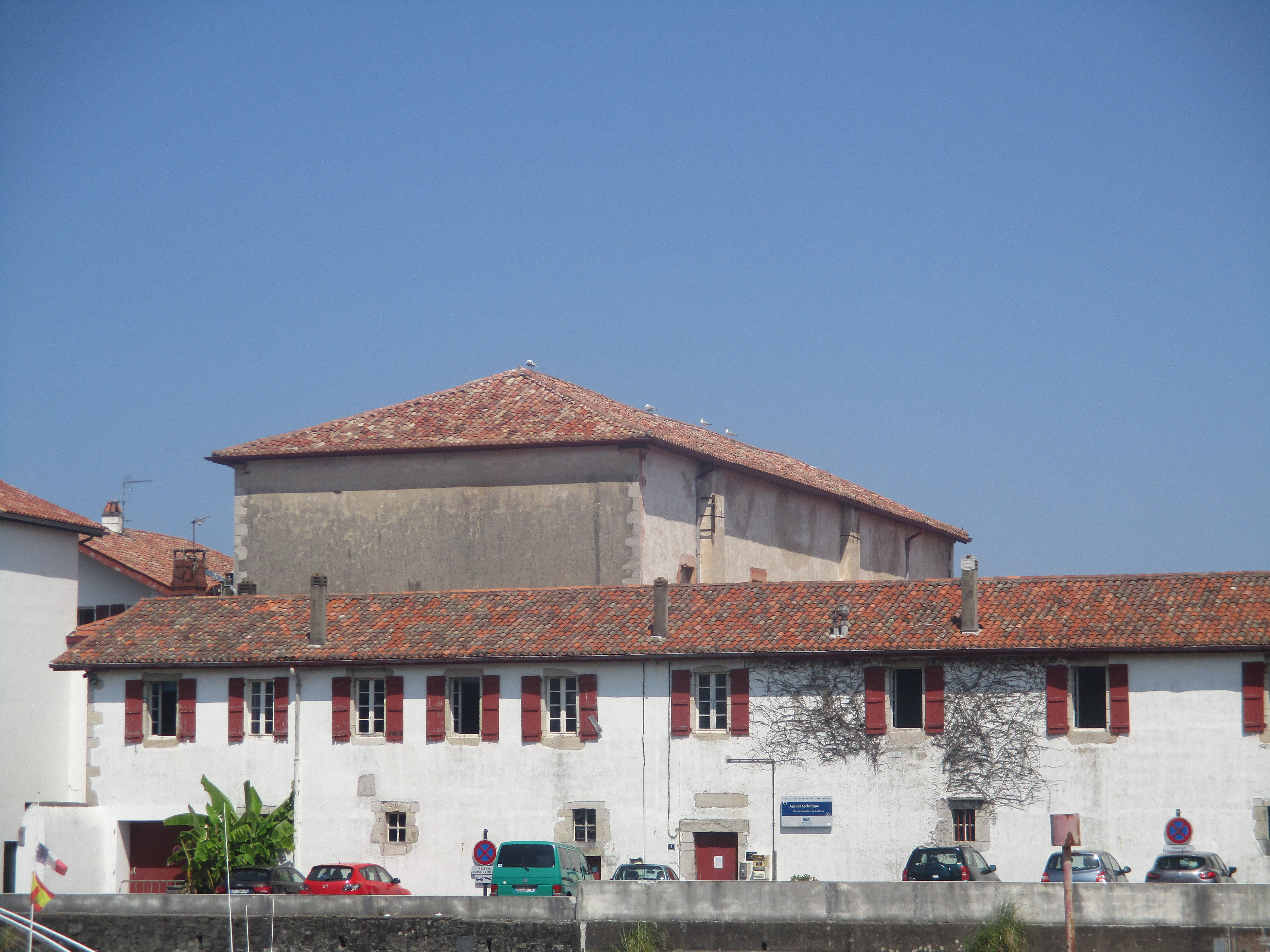
Aile ouest donnant sur le port de Ciboure, au fond l'ancienne chapelle.

C'est en 1611-1613 que le couvent est bâti par les frères mineurs récollets sur une presqu'île (alors îlot sur la Nivelle) pointant entre le port de Saint-Jean-de-Luz et celui de Ciboure. Venus à l'invitation de l'évêque de Bayonne, il s'agit pour eux de ramener la paix dans la rivalité entre les deux paroisses à cause de la répartition des droits du port. D'ailleurs, le couvent est placé sous le vocable de Notre-Dame-de-la-Paix. Les évêques de Bayonne y résidaient lorsqu'ils venaient en visite pastorale dans la région. Le cloître, avec ses dix-huit arcades cintrées sur des piliers carrés, est terminé en 1643 et le couvent, agrandi au XVIIIe siècle. Le cardinal Mazarin (venu pour la signature du traité des Pyrénées), la reine-mère, ainsi que le jeune Louis XIV avec sa future jeune épouse y vinrent prier la veille de la cérémonie de mariage à l'église Saint-Jean-Baptiste de Saint-Jean-de-Luz qui a été célébrée le 9 juin 1660. Le couvent est saccagé par les révolutionnaires en 1791, les mille deux cents ouvrages de la bibliothèque disparaissent et les moines sont dispersés. Il est utilisé comme caserne et prison et l'ancienne chapelle en dépôt de fourrage au début du XIXe siècle, une partie du mobilier (comme le tabernacle, la chaire et la statue de Notre-Dame de la Paix) est transférée à l'église Saint-Vincent de Ciboure. L'aile Sud est démolie en 1820. Les armateurs propriétaires des lieux le vendent à l'État en 1821. Les locaux donnant sur le cloître abritent des logements et les locaux de la douane (à qui sont vendues de nouvelles parcelles en 1850) et le reste avec l'ancienne chapelle une petite usine de salaisons à partir de 1900. Diverses parcelles sont mises en vente. Les bâtiments sont défigurés et vétustes à la fin du XXe siècle.
La municipalité de Ciboure acquiert auprès des Domaines tout l'ensemble architectural pour le prix de 1 129 000 euros en 2008, afin de mettre en œuvre un projet de réhabilitation et d'ouvrir un centre culturel. L'ensemble est inscrit aux monuments historiques par arrêté du 26 février 2013. L'ancienne chapelle est transformée en auditorium et pôle culturel. Le couvent devrait abriter dans l'aile ouest un centre de découverte de l’architecture et du patrimoine (CIAP), dans le cadre de la gestion du label « Ville et pays d’Art et d’Histoire ».

## Architecture
Le couvent comprend un cloître avec un puits-citerne (financé par Mazarin en 1662 et protégé dès 1925) au milieu de la cour du cloître. La chapelle de grandes dimensions est rectangulaire avec le projet de restaurer le petit clocheton sur le pignon à l'ouest ; le côté donnant au sud longe directement le cloître. La résidence des hôtes (dite « maison des évêques » et construite en 1675) donne du côté du port de Saint-Jean-de-Luz. On a retrouvé des fragments de décor peint exceptionnel dans l'ancienne bibliothèque située dans l'aile ouest.

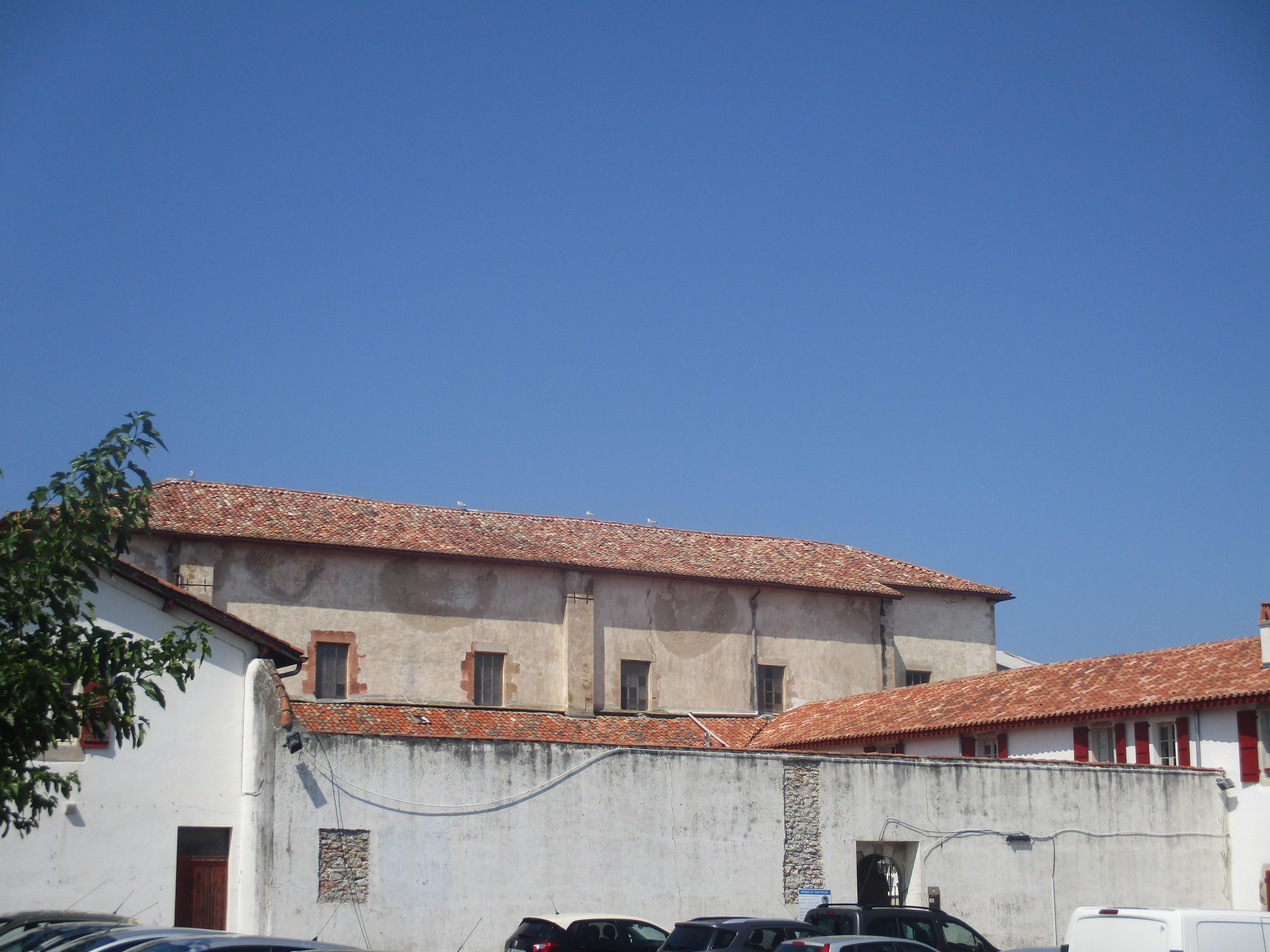
Côté sud et entrée du cloître.
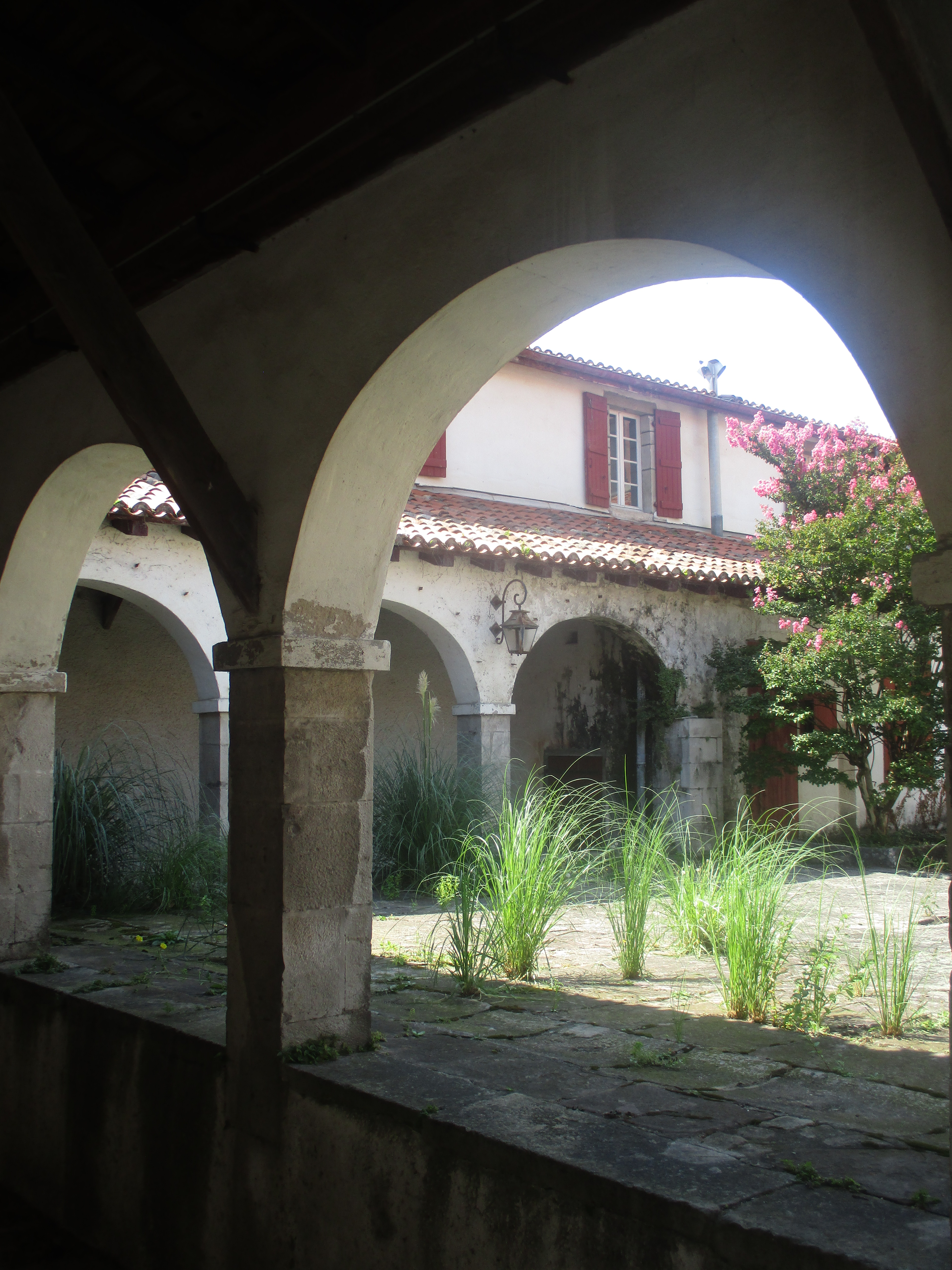
Détail du cloître.
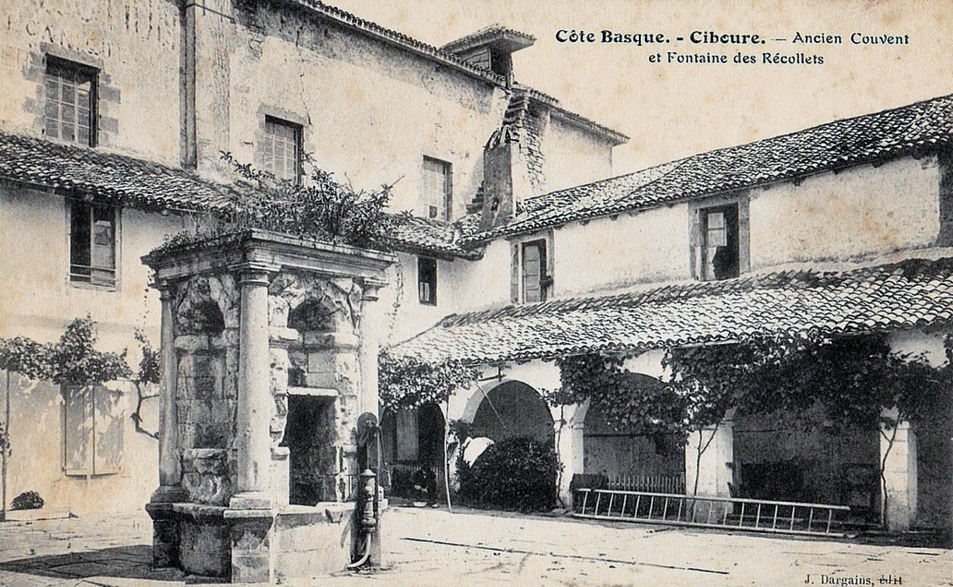
La cour du cloître et le puits-citerne vers 1900.
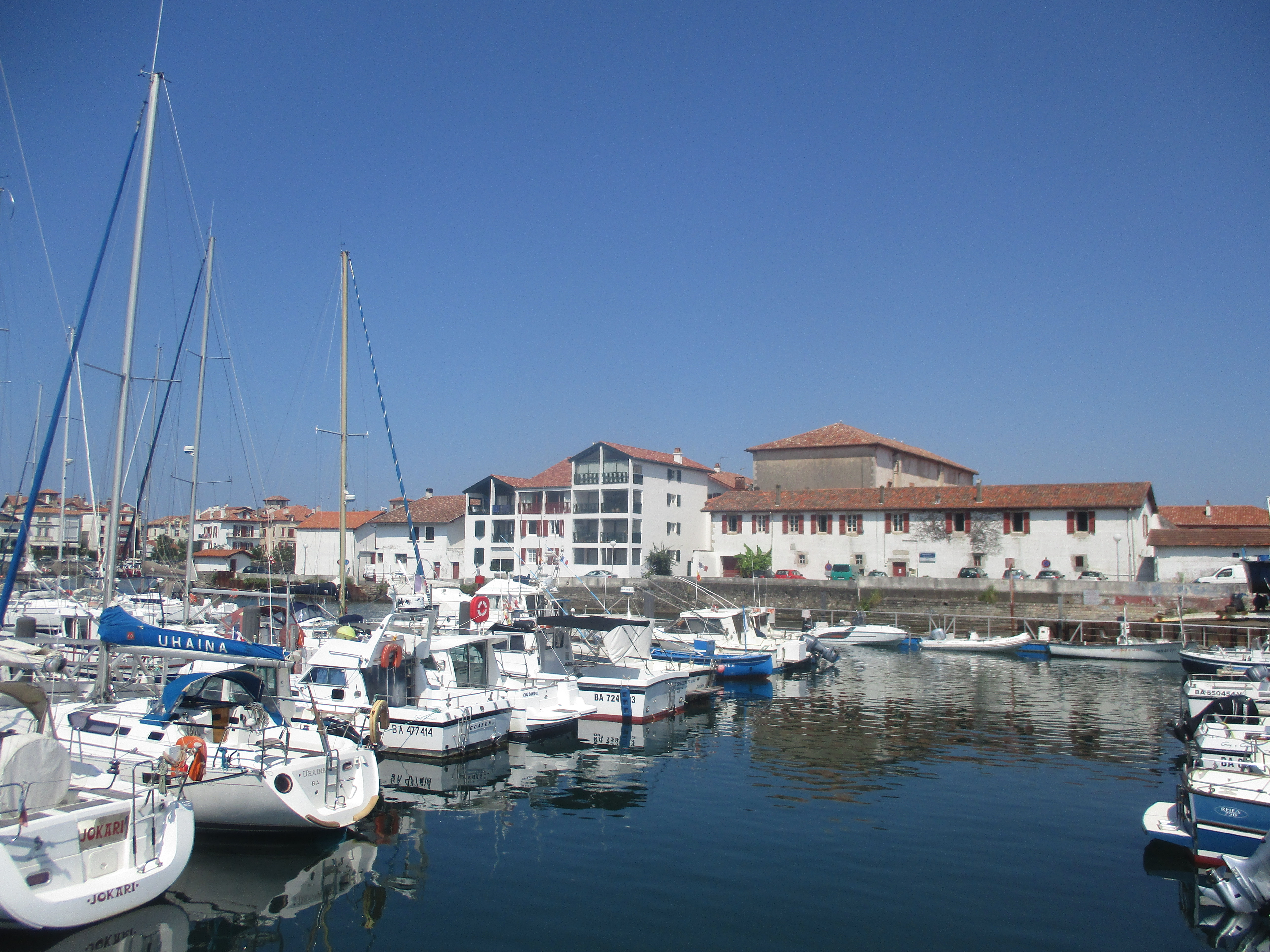
Le couvent à droite vu du port de Ciboure.